# المجلس الكبير العام
المجلس الكبير العام (بالإنجليزية: Grand and General Council)‏ هو الهيئة التشريعية في سان مارينو، الذي تأسس في 25 مارس 1906م، ويتكون من 60 مقعداً، يقع المقر الرئيسي له في Palazzo Pubblico (San Marino) ‏.